# 阻焊层

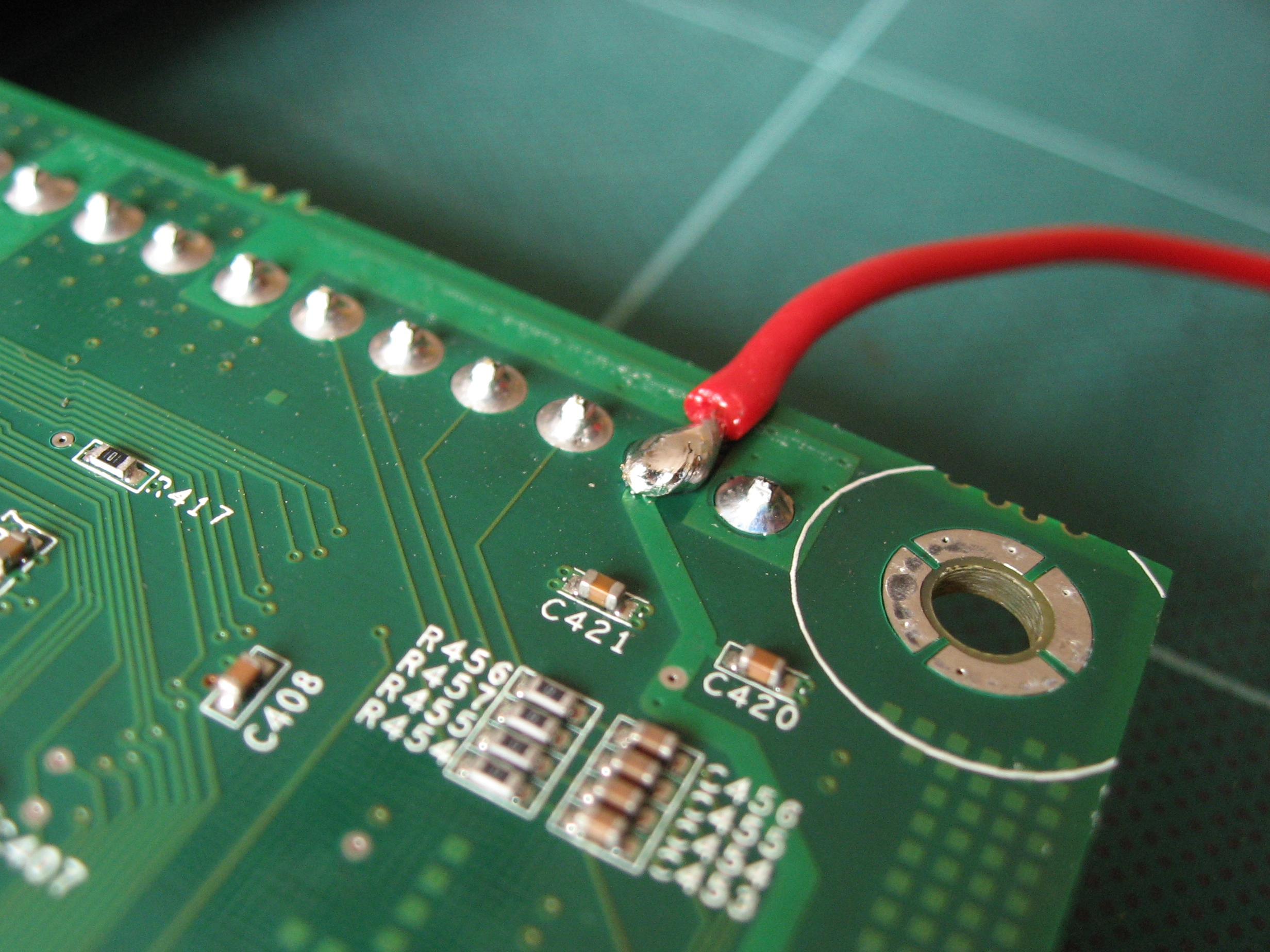
具有绿色阻焊层的印制电路板

阻焊层是一层薄薄的聚合物涂层，通常涂覆在印刷电路板（PCB）的铜表面，旨在防止氧化并避免在紧密间隔的焊盘之间形成焊桥，即两个导体之间不期望的电连接，通常通过一小块焊料实现。阻焊层并非必然用于手工焊接组件，但对于使用回流焊或波峰焊技术进行批量生产的电路板却至关重要。一旦应用，必须通过光刻在阻焊层上开孔，以便在焊接组件的任何位置进行连接。传统上，阻焊层呈绿色，但也有许多其他颜色可供选择。
根据特定应用的需要，阻焊层采用不同的介质。成本最低的阻焊剂是环氧树脂液体，通过图案丝网印刷到PCB上。其他类型包括液体光成像阻焊油墨（Liquid Photoimageable Solder Mask，LPSM）和干膜光成像阻焊油墨（Dry-Film Photoimageable Solder Mask，DFSM）。 LPSM可以通过丝网印刷或喷涂在PCB上，然后在所需图案区域进行暴露，并提供开孔以便将零件焊接到铜焊盘上。DFSM则通过真空层压在PCB上，然后进行曝光和显影。尽管LPI阻焊层也可通过紫外线（UV）固化，但这三种工艺通常在图案确定后都会经历某种类型的热固化过程。
在电子设计自动化中，阻焊层被视为印刷电路板层堆栈的一部分，并且像任何其他层（例如铜层和丝层一样）都在单独的Gerber文件中描述，分别位于PCB的顶部和底部。